# Cuerpo de Actuarios, Estadísticos y Economistas de la Administración de la Seguridad Social
El Cuerpo de Actuarios, Estadísticos y Economistas de la Administración de la Seguridad Social (AA.EE.EE.) es un cuerpo de funcionarios de la Administración Pública de España, adscrito al Ministerio de Trabajo e Inmigración, y compuesto por la Escala de Actuarios y la Escala de Estadísticos y Economistas.
Creado por la Disposición Adicional 16.ª de la Ley 30/1984, sus miembros han de reunir la titulación de Actuario de seguros o Licenciado en Ciencias Económicas y Empresariales. Entre sus funciones se incluye el asesoramiento para la elaboración y ejecución presupuestaria, la realización de estudios económicos o la tramitación de procedimientos especiales de recaudación de fondos.